# Sycon boreale
Sycon boreale är en svampdjursart som först beskrevs av Schuffner 1877.  Sycon boreale ingår i släktet Sycon och familjen Sycettidae. Inga underarter finns listade i Catalogue of Life.